# Le Rapport de Brodeck
Cet article concerne le roman. Pour la bande dessinée, voir Le Rapport de Brodeck (bande dessinée).
 (janvier 2015).
Si vous disposez d'ouvrages ou d'articles de référence ou si vous connaissez des sites web de qualité traitant du thème abordé ici, merci de compléter l'article en donnant les références utiles à sa vérifiabilité et en les liant à la section « Notes et références ».
Le Rapport de Brodeck est un roman de Philippe Claudel paru en 2007. Il reçoit la même année le prix Goncourt des lycéens.

## Résumé
Le personnage principal, Brodeck, revient dans son village après avoir été déporté dans un camp. Les thèmes du crime, de la lâcheté, de la mauvaise conscience et de la xénophobie sont abordés[réf. souhaitée].
Le Rapport de Brodeck est une sorte de parabole, de fable[réf. nécessaire]. L’action se déroule dans un village de montagne, possiblement situé près de la frontière allemande. Le narrateur, Brodeck, est chargé de rédiger un rapport sur la mort d'un étranger, der Anderer (« l’autre »), qui séjournait dans le village. Son exécution par tous les hommes du village, excepté Brodeck, est appelée l’Ereigniës (un terme de dialecte choisi par Brodeck « et qui signifie à peu près "la chose qui s'est passée" » (p 13)). L’Anderer, par son comportement et ses dessins, est un miroir de ce qu’ils sont vraiment, au-delà des apparences et des statuts sociaux. Il leur renvoie leur lâcheté et leurs trahisons, leurs compromissions avec l'occupant de la guerre passée et cela, ils ne peuvent pas l'accepter.
Brodeck lui-même a, pendant la guerre, été déporté dans un camp de concentration. Les gens du village l’ont eux-mêmes désigné pour « acheter leur tranquillité » avec l’occupant. Pour avoir voulu défendre trois jeunes filles que les notables du village voulaient livrer à l’occupant, Emélia, la femme de Brodeck est violée une nuit et perd la raison.
Le récit que fait Brodeck, par petites touches, de sa déportation, suit le canevas des récits des déportés[réf. nécessaire], même violence, même mépris de la vie et des déportés, même retour au pays plus mort que vif devant les habitants médusés et gênés.

## Prix littéraires
- Prix Goncourt des lycéens 2007[1]
- Prix des libraires du Québec 2008, dans la catégorie « Roman hors Québec »[2]
- Prix des lecteurs Le Livre de poche 2009[3]

## Adaptation
Manu Larcenet adapte le roman en bande dessinée aux éditions Dargaud. Le premier tome, L’Autre, paraît le 10 avril 2015, suivi du second, L’Indicible, le 17 juin 2016.
Le roman a aussi été adapté en pièce de théâtre par Valérie Zipper, de la compagnie du chien jaune.

### Sources et références
1. ↑  « Le rapport de Brodeck de Philippe Claudel, Prix Goncourt des lycéens 2007 », sur Ministère français de l'éducation nationale de l'enseignement supérieur et de la recherche, 12 novembre 2007 (consulté le 29 avril 2015)
2. ↑  « Rawi Hage et Philippe Claudel : Lauréats du Prix des libraires du Québec 2008 », sur Ville de Montréal, 12 mai 2008 (consulté le 29 avril 2015)
3. ↑  « Précédents lauréats », sur Prix des lecteurs Le Livre de poche (consulté le 29 avril 2015)
4. ↑  Date de parution du Rapport de Brodeck par Manu Larcenet
5. ↑  « LE RAPPORT DE BRODECK AU THEATRE - TEASER 2020 » (consulté le 22 mai 2021)